# Sybil Penn
Sybil Penn, död 1562, var en engelsk adelskvinna och hovfunktionär. Hon var guvernant och sköterska till kung Edvard VI av England och hovdam (Lady of the Bed Chamber) till både Maria I och Elisabet I. 
Sybil Penn var dotter till William Hampden of the Hill och Audrey Hampden, och gifte sig med David Penn, med vilken hon hade fem barn. Hennes bror Richard Hampden var anställd vid hovet. 
I oktober 1538 utnämndes hon till sköterska, "Mistress Nurse", till den nyfödda prins Edvard. Som sådan lydde hon under Margaret Bryan och Blanche Milborne. Hon nämns i flera brev som handlar om förhållandena i Edvards hushåll, mottog gåvor och diskuterade frågor om personalen. Vårdnaden av Edvard överfördes 1543 från den kvinnliga till manliga personalen. Hon mottog 1541 två herrgårdar av Edvard. 
Hon deltog i kröningen av Maria I i oktober 1553, och tycks ha tjänat i hennes hushåll. Hon noterades även ha deltagit i Marias begravning 1558. När Elisabet besteg tronen 1558, tycks Penn ha anställts även i dennas uppvaktning. Hon smittades i oktober 1562 med smittkoppor samtidigt som Mary Dudley och Elisabet I, och avled i sjukdomen.